# Conrad Eckhard
Pour les articles homonymes, voir Eckhard.
Conrad Eckhard (1er mars 1822 - 28 avril 1905) est un physiologiste allemand né à Homberg (Efze) (Électorat de Hesse) et décédé à Giessen.

## Biographie
Eckhard étudia la médecine à Berlin et à Marbourg ; à partir de 1848, il officia comme préparateur anatomiste pour Ludwig Fick (de) (1813-1858) et comme assistant de Carl Ludwig (1816-1895) à Marbourg. En 1850, il s'installa à Giessen où il travailla comme assistant de Theodor Ludwig Wilhelm Bischoff (1807-1882). De 1855 à 1891, il exerça comme professeur associé de physiologie et d'anatomie à l'Université de Giessen. De 1858 à 1888, il fut le rédacteur de Beiträge zur Anatomie and Physiologie (« Contributions à l'anatomie et à la physiologie »).
Eckhard est connu pour ses recherches sur les projections motrices (myotomes) et sensorielles (somites) des racines nerveuses. Ses recherches portèrent aussi sur l'olfaction chez les amphibiens et sur les mécanismes érectiles du Pénis canin.

### Œuvres
- Grundzüge der Physiologie des Nervensystems (Aperçu de la physiologie du système nerveux), 1854
- Lehrbuch der Anatomie des Menschen (Manuel d'anatomie humaine), 1862
- Experimentalphysiologie des Nervensystems (Physiologie expérimentale du système nerveux), 1867